# Tavastkyro
Tavastkyro ['tavastˌtjyrå] (finska: Hämeenkyrö) är en kommun i landskapet Birkaland i Finland. Tavastkyro har 10 337 invånare och har en yta på 505,1 km².
Tavastkyro är enspråkigt finskt.
I kommunen finns två tätorter: Kyrofors och Mahnala. Samhället Urdiais ligger också i Tavastkyro.

## Historia
Kyro eller Tavastkyro kyrksocken torde ha kommit till i mitten av 1200-talet. Den nämns redan i Sankt Henrikslegenden och nämns första gången i handlingarna år 1405. Lahtinens (Ikalis) kapell nämns år 1540 men nämns även 1418 som annex till Kyro, dateringen är dock omstridd.

### Administrativ historik
1 januari 1993 överfördes kommunen från Åbo och Björneborgs län till Tavastehus län.

## Politik

### Mandatfördelning i Tavastkyro kommun, valen 1976–2021
| 10 | 5 | 7 | 3 | 2 | 8 |

| 9 | 6 | 7 |  | 2 | 10 |

| 7 | 6 |  | 9 |  | 11 |

| 6 | 7 |  | 9 |  |  | 10 |

| 6 | 8 |  |  | 8 |  |  | 9 |

| 5 | 7 | 11 |  | 11 |

| 6 | 6 | 11 | 2 | 10 |

| 6 | 6 | 10 | 2 | 11 |

| 21 | 14 |

| 5 | 7 |  |  | 10 |  | 10 |

| 20 | 15 |

| 4 | 6 |  | 5 | 10 | 2 | 7 |

| 21 | 14 |

| 5 | 7 |  | 5 | 8 | 2 | 7 |

| 20 | 15 |

| 4 | 7 | 2 | 8 | 6 |  | 7 |

| 18 | 17 |

## Demografi

### Befolkningsutveckling
| Befolkningsutvecklingen i Tavastkyro kommun 1975–2020                                                        | Befolkningsutvecklingen i Tavastkyro kommun 1975–2020 | Befolkningsutvecklingen i Tavastkyro kommun 1975–2020 | Befolkningsutvecklingen i Tavastkyro kommun 1975–2020 | Befolkningsutvecklingen i Tavastkyro kommun 1975–2020 |
| --- | ----------------------------------------------------- | ----------------------------------------------------- | ----------------------------------------------------- | ----------------------------------------------------- |
| |                                                       |                                                       |                                                       |                                                       |
| År |                                                       |                                                       | Folkmängd                                             |                                                       |
| 1975 | 1975                                                  |                                                       | 9 431                                                 |                                                       |
| 1980 | 1980                                                  |                                                       | 9 302                                                 |                                                       |
| 1985 | 1985                                                  |                                                       | 9 099                                                 |                                                       |
| 1990 | 1990                                                  |                                                       | 9 511                                                 |                                                       |
| 1995 | 1995                                                  |                                                       | 9 736                                                 |                                                       |
| 2000 | 2000                                                  |                                                       | 9 897                                                 |                                                       |
| 2005 | 2005                                                  |                                                       | 10 186                                                |                                                       |
| 2010 | 2010                                                  |                                                       | 10 489                                                |                                                       |
| 2015 | 2015                                                  |                                                       | 10 667                                                |                                                       |
| 2020 | 2020                                                  |                                                       | 10 344                                                |                                                       |
| Anm: Uppgifterna avser förhållandena den 31 december nämnda år enligt områdesindelningen den 1 januari 2022. |                                                       |                                                       |                                                       |                                                       |

### Språk
Befolkningen efter språk (modersmål) den 31 december 2022. Finska, svenska och samiska räknas som inhemska språk då de har officiell status i landet. Resten av språken räknas som främmande. För språk med färre än 10 talare är siffran dold av Statistikcentralen på grund av sekretesskäl.
| Språk                        | Talare 2022-12-31 | Talare 2022-12-31 |
| Språk                        | Antal             | Andel (%)         |
| ---------------------------- | ----------------- | ----------------- |
| Hela befolkningen            | 10 257            | 100,0             |
| Inhemska språk totalt        | 10 078            | 98,3              |
| Finska                       | 10 058            | 98,1              |
| Svenska                      | 17                | 0,2               |
| Samiska                      | 3                 | 0,0               |
| Främmande språk totalt       | 179               | 1,7               |
| Estniska                     | 36                | 0,4               |
| Ryska                        | 19                | 0,2               |
| Turkiska                     | 17                | 0,2               |
| Ukrainska                    | 16                | 0,2               |
| Engelska                     | 14                | 0,1               |
| Thailändska                  | 13                | 0,1               |
| Språk med färre än 10 talare | 64                | 0,6               |

|  | Finska (98,1 %) |

|  | Svenska (0,2 %) |

|  | Samiska (0,0 %) |

|  | Främmande språk (1,7 %) |

|  | Finska (98,1 %) |

|  | Svenska (0,2 %) |

|  | Samiska (0,0 %) |

|  | Främmande språk (1,7 %) |

## Kända personer från Tavastkyro
- Kaarle Halme, filmregissör, skådespelare och författare
- Jouni Ovaska, politiker
- Arvo Pentti, politiker och ämbetsman
- Magnus Rosendal, pedagog, väckelseledare och politiker
- F.E. Sillanpää, författare
- Anders Thuronius, filosof
- Arvo Tuominen, politiker och tidningsman
- Jim Wichmann, bildkonstnär
- Matti Yrjölä, friidrottare
- Paavo Yrjölä, friidrottare